# The Silent Force
The Silent Force es el tercer álbum musical de estudio del grupo neerlandés Within Temptation. Para la grabación del disco han contado con una orquesta de 80 músicos y un coro ruso.
La canción "Somewhere" fue versionada por Anneke van Giersbergen en su álbum Pure Air de 2009, a dueto con Sharon.

## Canciones
1. Intro
2. See Who I Am
3. Jillian (I'd Give My Heart)
4. Stand My Ground
5. Pale
6. Forsaken
7. Angels
8. Memories
9. Aquarius
10. It's The Fear (Demo version)
11. Somewhere
12. A Dangerous Mind
13. The Swan Song

 Las dos últimas pistas fueron incluidas en la reedición posterior del álbum

## B-Sides
1. "Overcome" - 4:04 (incluida en el single de Stand My Ground como B-Side)
2. "Towards The End" - 3:27 (incluida en el EP limitado de Stand My Ground como Bonus Track)
3. "The Swan Song" (versión instrumental) - 3:40 (incluida en el EP limitado de Stand My Ground como Bonus Track)
4. "Destroyed" - 4:54 (incluida en el EP limitado de Memories como Unreleased Demo Track)
5. "Say My Name" - 4:06 (incluida en el single de Angels como B-Side)
6. "The Swan Song" - 3:57 (incluida en la reedición del álbum)
7. "A Dangerous Mind" - 4:16 (incluida en la reedición del álbum y en versión live en el EP limitado de Memories en directo desde la sala Bataclan, Paris)
8. "Jane Doe" (incluida como bonus track del álbum en UK, Australia y Japón 2005)

## Lista de posiciones

### Pico de posiciones
| Gráfica (2004)                       | Posición |
| ------------------------------------ | -------- |
| Austria (Ö3 Austria Top 40)          | 12       |
| Alemania (Media Control Charts)      | 5        |
| Bélgica (Ultratop flamenca)          | 4        |
| Bélgica (Ultratop valona)            | 53       |
| Países Bajos (Album Top 100)         | 1        |
| Finlandia (Suomen Virallinen Lista)  | 3        |
| Francia (SNEP)                       | 34       |
| Alemania (Offizielle Top 100)        | 4        |
| Noruega (VG-lista)                   | 30       |
| Portugal (AFP)                       | 17       |
| España (PROMUSICAE)                  | 26       |
| Suecia (Sverigetopplistan)           | 28       |
| Suiza (Schweizer Hitparade)          | 22       |
| Reino Unido (UK Albums Chart)        | 90       |
| Reino Unido (UK Rock & Metal Albums) | 8        |

### Fin de año
| Chart (2004)         | Position |
| -------------------- | -------- |
| Dutch Albums Chart   | 49       |
| Belgium Albums Chart | 48       |
| Chart (2005)         | Position |
| Dutch Albums Chart   | 28       |

### Sellos y certificaciones
| País | Certificación | Ventas   |
| --- | ------------- | -------- |
| Bélgica (BEA) | Oro           | 25,000   |
| Finlandia (Musiikkituottajat) | Oro           | 18,824   |
| Alemania | Oro           | 100,000^ |
| Países Bajos (NVPI) | Platino       | 80,000   |
| Portugal (AFP) | Oro           | 20,000x  |
| España | Oro           | 20,000^  |
| *las cifras de ventas sobre la base de la certificación por sí sola ^cifras de envíos sobre la base de la certificación por sí sola xcifras no especificadas sobre base de la certificación por sí sola |               |          |